# 哭泉镇
哭泉镇，是中华人民共和国陕西省铜川市宜君县下辖的一个乡镇级行政单位。
2015年，陕西省民政厅批复同意撤销哭泉乡，设立哭泉镇；将太安镇金牛、云梦乡花庄、苍坊坪、城关镇金盆、南塔村5个村划归哭泉镇。

## 行政区划
哭泉镇下辖以下地区：
金盆村、南塔村、金牛村、哭泉村、麻庄村、马武村、料石坡村、寨里坡村、杨坪村、皇姑庄村、塔庄村、上村、马前尧村、淌泥河村、花庄村和苍坊坪村。